# Klubbingman
Томас Юрген Шлее (нем. Thomas Jürgen Schleh; род. 10 декабря 1964, Неккарбишофсхайм, Баден-Вюртемберг, Германия) более известный как Томми Шлее (нем. Tommy Schleh) и Klubbingman — немецкий диджей, музыкальный продюсер, участник группы Masterboy.

## Биография
Родился 10 декабря 1964 года в Неккарбишофсхайме, Германия. С 17 лет работает диджеем. В 1989 году он и Энрико Цаблер начали работать над танцевальной музыкой. Они основали евродэнс-группу Masterboy, которая была очень популярна в 1990-е годы. С 2002 года ведет собственное шоу «Добро пожаловать в клуб». А с 2009 года имеет свой лейбл — Klubbstyle Records. Томми Шлее является владельцем и резидентом клуба Кинки Пэлэс (Kinki-Palace) в Германии в городе Зинсхайм. Дружит со многими DJ-ями: Sach (Германия), Axel Coon (Германия), Jay Frog (Германия), André Borinetz (Андрей Боринец, Россия г. Тула). Выделяет средства на благотворительные нужды.

## Дискография

### Синглы
- Dreaming For A Better World (1998)
- Time Machine (2000)
- Welcome to the Club (2001)
- Open Your Mind (2002)
- Highway to the Sky (2002)
- No Limit (On The Beach) (2003)
- Magic Summer Night (2004)
- Love Message (2005)
- Revolution (We Call It) (2005)
- Ride On A White Train (Like A Hurricane) (2006)
- Never Stop This Feeling (2007)
- Another Day Another Night (2009)
- Are U Ready (2011)

### Ремиксы
- Masterboy – I Like To Like It (Klubbingman Remix)
- Topmodelz – L’Esperanza (Klubbingman Remix)
- Childhood – Where My Love Is (Klubbingman Remix)
- Da Rogue – Die Ankunft (Klubbingman Remix)
- Rocco – Everybody (Klubbingman Remix)
- DJ Shah – High (Klubbingman Remix)
- Master Blaster – Hypnotic Tango (Klubbingman Remix)
- Anaconda – I Need A Hero (Klubbingman Remix)
- 3-Force – It’s Real (Klubbingman Remix)
- Pedro Del Mar – The Mission (Klubbingman Remix)
- Alpha Team – Wheels 2002 (Klubbingman Remix)
- Double U Boys – Around My Dream (Klubbingman Remix)
- B In 9 – Babyblue (Klubbingman Remix)
- Future Mind – Big Fat Bass (Klubbingman Remix)
- TJ Feat. Eve D'Loren – Loops, God & Fire (Klubbingman Remix)
- The Shrink – White World Bright World (Klubbingman Remix)
- Dance United – Help Asia! (DJ Klubbingman vs. Andy Jay Powell Remix)
- Blue Nature – Love Or Die (Klubbingman Remix)
- A.J.P. – The Routes (Klubbingman Meets AJP Mix)
- Mike Nero – Outside World (Andy Jay Powell Joins DJ Klubbingman Mix)
- Cascada – Ready For Love (Klubbingman Remix)
- Lemond Pascal – The Shelter/Get Ready (Andy Jay Powell Joins DJ Klubbingman Remix)
- Savon – Break The Silence (DJ Klubbingman & Andy Jay Powell Mix)
- Ultra Feat. Ulli Brenner – Free 2007 (Klubbingman Remix)
- DJ Goldfinger – Keep Me Hanging On (Klubbingman Remix)
- Naksi vs. Brunner Feat. Marcie – Somewhere Over The Rainbow (Klubbingman Remix)
- Lazard – I Am Alive (Klubbingman Remix)
- Kevin Stomper – L.I.S.I. (Cc.K & DJ Klubbingman Remix)
- DJ Goldfinger – Love Journey Deluxe (Klubbingman Remix)
- Popper & DJ Styla – I Don’t Want To Miss A Thing (DJ Klubbingman Meets Andre Picar Remix)
- Jaybee – Shattered Dreams (Cc.K meets Klubbingman Remix)
- Bootleggerz – Worlds Collide (Cc.K meets Klubbingman Remix)
- Clubbticket – Your Hand To Touch Me (Klubbingman Remix)
- Doc Phatt – Heart Of Asia (DJ Klubbingman & Andre Picar Booty Remix)
- Silvershine – Sommarplaga (Klubbingman Remix)
- Love Unit – Jessie’s Song (Klubbingman vs. Clubbticket Remix)
- Love Unit – 2 Times 2k11 (Klubbingman vs Steve Buzz Remix)

## См. Также
- Masterboy